# Ida Panahandeh
Ida Panahandeh (Teherán, 17 de septiembre de 1979) es una cineasta y guionista iraní.

## Carrera
Ida Panahandeh realizó sus estudios en la Escuela de Cine y Teatro de la Universidad de Teherán. Ha dirigido, escrito y producido varios guiones de cortometrajes de ficción y documentales. Su carrera en largometraje se inició en 2015 con la película Nahid, la cual obtuvo el premio de Futura Promesa, el cual es otorgado por el jurado del Festival de cine de Cannes.
La temática de las mayoría de sus largometrajes se centra en la evolución de la mujer en la sociedad iraní, representándose en la película Nahid.

La censura es un tema complicado. Lo que no les gusta es que se tergiverse la realidad. Yo he optado por abordar un tema más universal. Muchas mujeres están oprimidas en todo el mundo, ya sea de una u otra forma y yo quería plasmar las dificultades que pueden aparecer en un caso concreto
Ida Pananhandeh

## Filmografía
- TiTi (2020)
- Israfil (2017)
- Nahid (2015)
- The Story of Davood and the Dove (como Aida Panahandeh) (2011)

## Premios y distinciones
Festival Internacional de Cine de Cannes
| Año  | Categoría                                                   | Película | Resultado |
| ---- | ----------------------------------------------------------- | -------- | --------- |
| 2015 | Un Certain Regardː Premio especial por un futuro prometedor | Nahid    | Ganadora  |